# Aromas (Aromas)
Aromas ist eine ehemalige französische Gemeinde mit 550 Einwohnern (Stand: 1. Januar 2017) im Département Jura in der Region Bourgogne-Franche-Comté. Sie gehörte zum Arrondissement Lons-le-Saunier.
Der Erlass des Präfekten vom 15. Dezember 2016 legte mit Wirkung zum 1. Januar 2017 die Fusion des Ortes Aromas zusammen mit der früheren Gemeinde Villeneuve-lès-Charnod zur neuen, gleichnamigen Commune nouvelle Aromas fest.

## Geografie
Aromas liegt am südlichen Rand des Départements an der Grenze zum benachbarten Département Ain etwa 42 Kilometer südsüdwestlich von Lons-le-Saunier und etwa 22 Kilometer nordwestlich von Bourg-en-Bresse.
Umgeben wird Aromas von den Nachbargemeinden und dem anderen Ortsteil der Commune nouvelle:
| Villeneuve-lès-Charnod (Ortsteil) | Charnod                                     | Vosbles-Valfin   |
| Nivigne et Suran (Ain)            | Kompassrose, die auf Nachbargemeinden zeigt |                  |
|                                   | Corveissiat (Ain)                           | Thoirette-Coisia |

## Geschichte
1823 wurden die beiden Nachbargemeinden Burigna und L’Hôpital eingemeindet, 1972 die Nachbargemeinde Ceffia.

## Bevölkerungsentwicklung
| Aromas: Einwohnerzahlen von 1793 bis 2020                                                                                  | Aromas: Einwohnerzahlen von 1793 bis 2020 | Aromas: Einwohnerzahlen von 1793 bis 2020 | Aromas: Einwohnerzahlen von 1793 bis 2020 | Aromas: Einwohnerzahlen von 1793 bis 2020 |
| --- | ----------------------------------------- | ----------------------------------------- | ----------------------------------------- | ----------------------------------------- |
| Jahr |                                           |                                           |                                           | Einwohner                                 |
| 1793 | 1793                                      |                                           | 240                                       | 240                                       |
| 1800 | 1800                                      |                                           | 238                                       | 238                                       |
| 1806 | 1806                                      |                                           | 252                                       | 252                                       |
| 1821 | 1821                                      |                                           | 244                                       | 244                                       |
| 1831 | 1831                                      |                                           | 790                                       | 790                                       |
| 1836 | 1836                                      |                                           | 704                                       | 704                                       |
| 1841 | 1841                                      |                                           | 744                                       | 744                                       |
| 1846 | 1846                                      |                                           | 806                                       | 806                                       |
| 1851 | 1851                                      |                                           | 755                                       | 755                                       |
| 1856 | 1856                                      |                                           | 732                                       | 732                                       |
| 1861 | 1861                                      |                                           | 710                                       | 710                                       |
| 1866 | 1866                                      |                                           | 780                                       | 780                                       |
| 1872 | 1872                                      |                                           | 756                                       | 756                                       |
| 1876 | 1876                                      |                                           | 785                                       | 785                                       |
| 1881 | 1881                                      |                                           | 772                                       | 772                                       |
| 1886 | 1886                                      |                                           | 795                                       | 795                                       |
| 1891 | 1891                                      |                                           | 839                                       | 839                                       |
| 1896 | 1896                                      |                                           | 907                                       | 907                                       |
| 1901 | 1901                                      |                                           | 788                                       | 788                                       |
| 1906 | 1906                                      |                                           | 712                                       | 712                                       |
| 1911 | 1911                                      |                                           | 677                                       | 677                                       |
| 1921 | 1921                                      |                                           | 535                                       | 535                                       |
| 1926 | 1926                                      |                                           | 523                                       | 523                                       |
| 1931 | 1931                                      |                                           | 513                                       | 513                                       |
| 1936 | 1936                                      |                                           | 462                                       | 462                                       |
| 1946 | 1946                                      |                                           | 447                                       | 447                                       |
| 1954 | 1954                                      |                                           | 410                                       | 410                                       |
| 1962 | 1962                                      |                                           | 418                                       | 418                                       |
| 1968 | 1968                                      |                                           | 388                                       | 388                                       |
| 1975 | 1975                                      |                                           | 387                                       | 387                                       |
| 1982 | 1982                                      |                                           | 353                                       | 353                                       |
| 1990 | 1990                                      |                                           | 344                                       | 344                                       |
| 1999 | 1999                                      |                                           | 495                                       | 495                                       |
| 2006 | 2006                                      |                                           | 525                                       | 525                                       |
| 2013 | 2013                                      |                                           | 557                                       | 557                                       |
| 2020 | 2020                                      |                                           | 550                                       | 550                                       |
| Quelle(n): EHESS/Cassini bis 1999, INSEE ab 2006 Anmerkung(en): Ab 1962 offizielle Zahlen ohne Einwohner mit Zweitwohnsitz |                                           |                                           |                                           |                                           |

## Sehenswürdigkeiten
- Burgruine Montdidier aus dem 12. Jahrhundert
- Steinkreuz vor dem Platz der Kirche aus dem 15. Jahrhundert, seit 1906 als Monument historique klassifiziert
- Kirche Saint-André

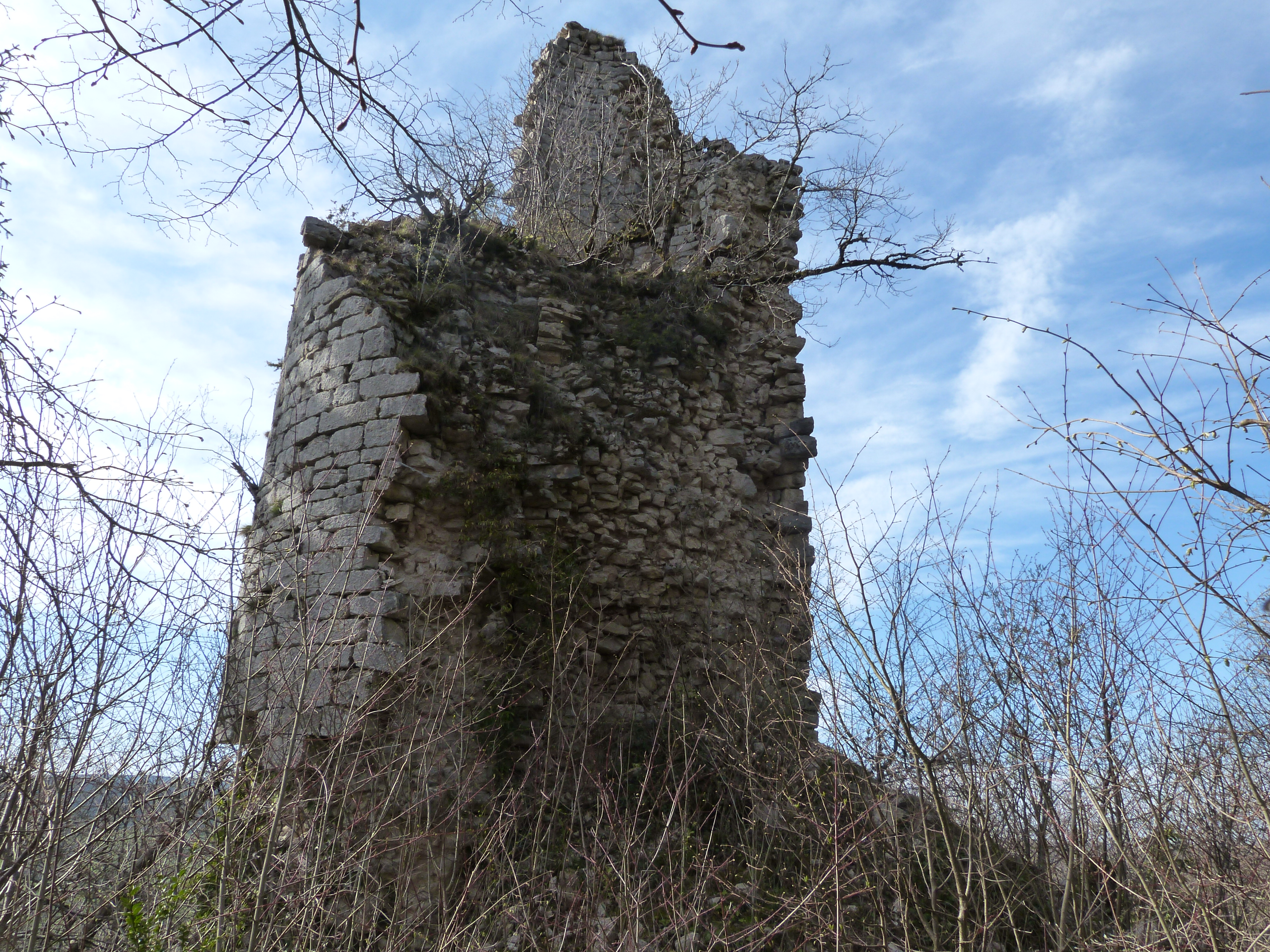
Burgruine Montdidier
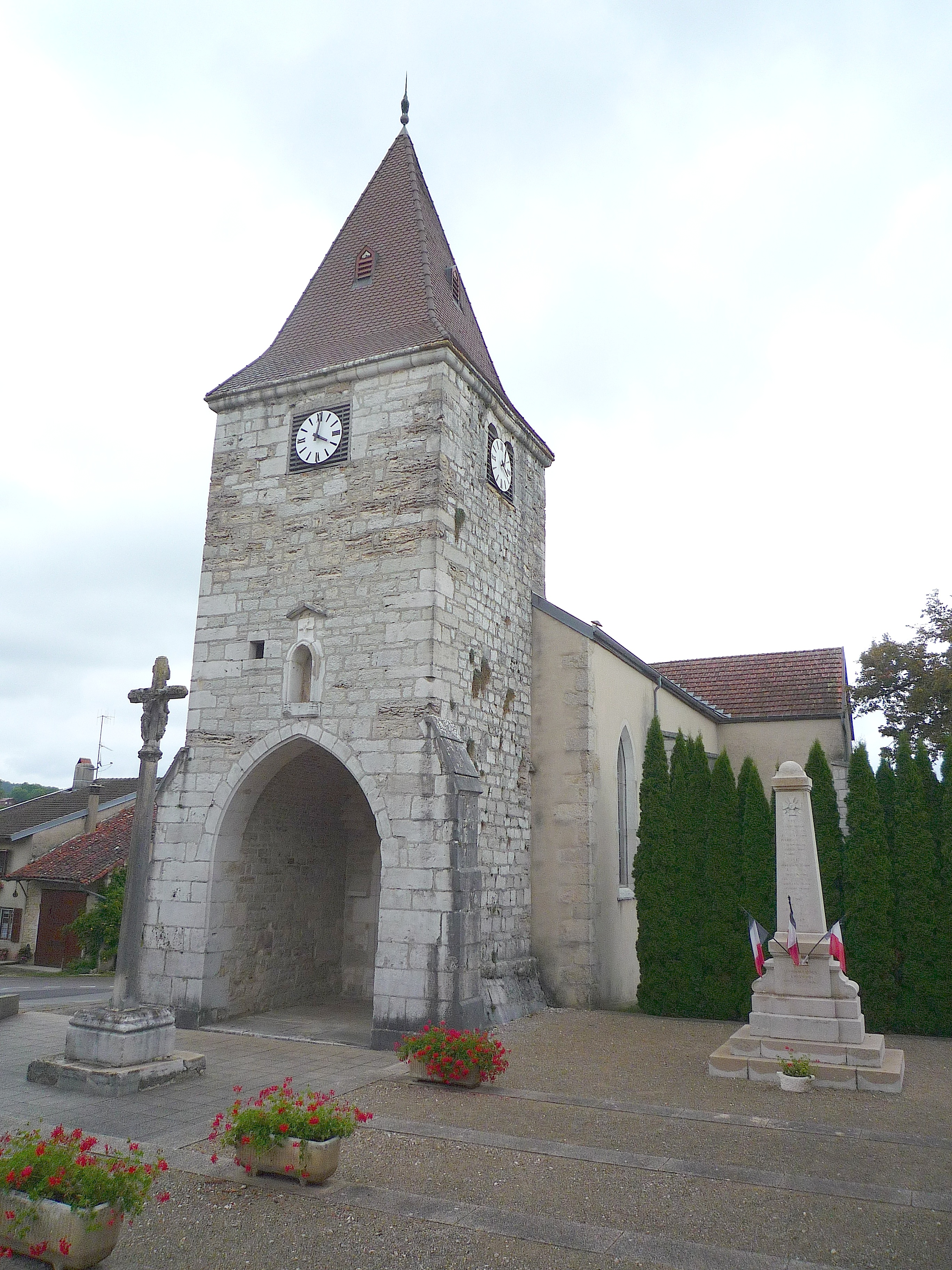
Kirche Saint-André mit Steinkreuz